# Улица Гончарова (Салават)
Улица Гончарова  — улица расположена между огородами и поселком Мусино.

## История
Застройка улицы началась в 1949 году. Улица застроена частными 1-2 этажными домами.

## Трасса
Улица Гончарова начинается от улицы Железнодорожная и заканчивается на пустыре.
Правая часть улицы застроена гаражами.

## Транспорт
По улице Гончарова общественный транспорт не ходит.